# Bristol Jupiter
Bristol Jupiter byl britský 9válcový hvězdicový motor vyráběný firmou Bristol Engine Company. Vznikl na konci první světové války a byl známý jako Cosmos Jupiter. Celá řada vylepšení a postupný vývoj z něj udělaly jeden z nejlepších motorů své doby.
Ve 20. 30. letech se montoval do celé řady různých letounů a byly vyrobeny tisíce motorů Jupiter všech verzí, a to jak firmou Bristol, tak i licenčně v zahraničí.
Přeplňovaná verze pod označením Orion trpěla problémy během vývoje a vzniklo jen pár exemplářů. Název "Orion" byl později použit u jiného motoru vyráběného firmou Bristol. Tentokrát šlo o turbovrtulový motor.

## Hlavní technické údaje motoru Jupiter XFA
Bristol Jupiter X (tj. římská číslice deset — pořadové číslo varianty motoru) FA byl čtyřdobý zážehový vzduchem chlazený hvězdicový devítiválcový letecký motor. Rozvod čtyřventilový OHV (ve válci jsou dva sací a dva výfukové ventily). Hlavy válců byly vyráběny z kovaných polotovarů (oproti odlévaným hlavám u starších verzí Jupiteru). Motor měl jednorychlostní jednostupňový odstředivý kompresor. Od verze Jupiter VIII byl vybaven reduktorem otáček vrtule (motor XFA měl oproti předchozím „desítkám“ jiný převod, 1÷0,656 místo dřívějšího 1÷0,50). Všechny, ať již s přímým náhonem vrtule nebo s reduktorem, pohánějí levotočivé vrtule.
- Vrtání: 146,05 mm
- Zdvih: 190,50 mm
- Objem válců: 28,723 litru
- Kompresní poměr: 5,30÷1
- Průměr motoru: 1361,4 mm
- Hmotnost suchého motoru (tj. bez provozních náplní): 451,32 kg
- Předepsané palivo: bezolovnatý letecký benzín dle normy DTD 134, min. o.č. 73
- Maximální výkon ve výšce 3353 m: 550 hp (410,13 kW) při 2200 ot/min
- Jmenovitý výkon ve výšce 3353 m: 525 hp (391,49 kW) při 2000 ot/min
- Vzletový výkon: 483 hp (360,17 kW) při 2000 ot/min
- Poměr hmotnost/výkon: 1,809 lb/hp (1,100 kg/kW)